# Michel Teló
Michel Teló (ur. 21 stycznia 1981 w Medianeira) – brazylijski piosenkarz, tancerz oraz kompozytor.

## Życiorys
Michel Teló urodził się w stanie Paraná. Jest najmłodszym z trojga dzieci. Jego rodzice Aldoir i Leonilda Teló byli właścicielami piekarni. Ma dwóch braci: Teo Teló – producent muzyczny, Teofilo Teló – jego impresario. Jego kariera muzyczna rozpoczęła się gdy jako chłopiec odbył swój solowy występ w szkolnym chórze z piosenką „Meu querido, meu velho, meu amigo” Roberta Carlosa i Erasmosa Carlosa.
Teló zaczynał w dwóch grupach muzycznych, ale jedna z nich zapoczątkowała jego karierę. Grupa Grupo Tradição, gdzie był wokalistą, dała mu znaczenie na scenie muzycznej. Największe hity zespołu to: „Barquinho”, „O Caldeirão”, „Pra Sempre Minha Vida”, „A Brasileira”, oraz „Eu Quero Você”. Michel gra także na akordeonie, harmonijce i gitarze.
W wieku 12 lat dołączył do grupy Grupo Guri, gdzie także był wokalistą.
W 2011 roku wydał wielki światowy hit Ai Se Eu Te Pego (pol. „Aj, jeśli Cię złapię”). Ta piosenka stała się międzynarodowym przebojem po tym, gdy brazylijski piłkarz Neymar tańczył do niej w video opublikowanym na YouTube. To video oglądane było miliony razy. W październiku 2011 r. piłkarz Cristiano Ronaldo grający dla drużyny Real Madryt wykonał ruchy taneczne przygotowane dla tej piosenki na boisku po zdobyciu bramki. Przez to piosenka „Ai Se Eu Te Pego” stała się tak popularna, że już w połowie listopada 2011 roku trafiła na hiszpańskie listy przebojów i to w kilku wersjach. Tydzień później wersja piosenki w wykonaniu Michela Teló trafiła na miejsce 1. hiszpańskiej listy przebojów. W krótkim czasie taniec do tej piosenki stał się popularny na stadionach, wykonywał go na stadionie po zdobytej bramce m.in. także Marco Reus z niemieckiej drużyny pierwszoligowej Borussia Mönchengladbach.
Obecnie Michel Teló mieszka w Campo Grande, Mato Grosso do Sul.
Od 2008 roku był żonaty z Aną Caroliną Lago, która jest dentystką. 10 lutego 2012 wzięli rozwód.
Od lutego 2012 roku Michel związany jest z aktorką brazylijską Thais Fersoza z którą ma dwójkę dzieci.

## Dyskografia

### Albumy
- 2009: Balada Sertaneja

Albumy koncertowe
- 2010: Michel Teló – Ao Vivo
- 2011: Michel na Balada – platynowa płyta w Polsce[6]
- 2013: Michel Teló – Sunset

### Single
- 2009: Ei, psiu! Beijo, me liga
- 2010: Amanhã sei lá
- 2010: Fugidinha
- 2011: Se intrometeu
- 2011: Larga de Bobeira
- 2011: Ai se eu te pego!
- 2011: Eu te amo e Open Bar
- 2012: If I Catch You
- 2012: Bara Bará Bere Berê
- 2012: É Nóis Fazer Parapapa feat. Sorriso Maroto
- 2012: Pra ser perfeito
- 2013: Love Song
- 2013: Amiga da Minha Irma
- 2013: Levemente Alterado feat. Bruninho e Davi
- 2013: Maria
- 2013: Se Tudo Fosse Fácil feat. Paula Fernandes

Featured in
- 2010: Alô (Léo & Junior feat. Michel Teló)
- 2013: Como le gusta a tu cuerpo (Carlos Vives part. Michel Teló)